# Glen Moray Single Malt

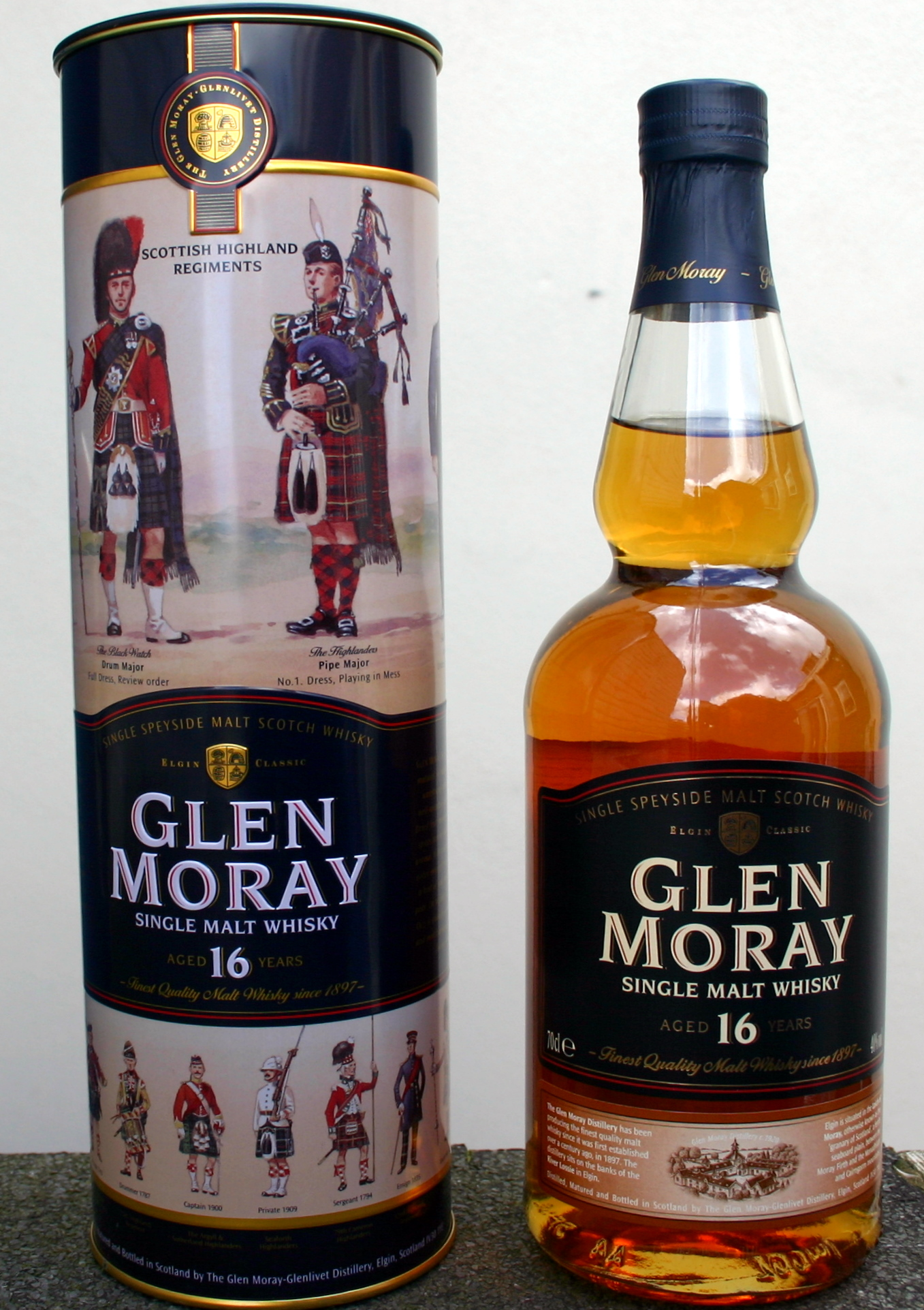
Glen Moray Single Malt 16 years old

Glen Moray Single Malt is een Speyside-single malt whisky, geproduceerd in de Glen Moray Glenlivet Distillery in de Schotse plaats Elgin (Moray).
De distilleerderij is opgericht in 1897 en in 1920 overgenomen door Glenmorangie. Per jaar wordt 2 miljoen liter whisky geproduceerd, die onder andere in de blended whisky's van Bailie Nicol Jarvie en Highland Queen wordt gebruikt.
De standaard whisky's zijn de Classic, 12 years old en 16 years old. Daarnaast zijn er diverse speciale producten van hogere ouderdom. 